# Dementia 13
Dementia 13, cunoscut în Regatul United ca The Haunted and the Hunted, este un film independent alb-negru din 1963 horror-thriller, scris și regizat de Francis Ford Coppola (debut) și produs de Roger Corman. În film interpreteză William Campbell și Luana Anders în rolurile principale, cu Bart Patton, Mary Mitchell și Patrick Magee în alte roluri. A fost lansat în SUA de [[American International Pictures] în toamna lui 1963 ca un program dublu alături de filmul lui Corman, X: The Man with the X-ray Eyes.